# 7.62×39mm
7.62×39毫米步槍彈（羅馬化：7,62 mm patron obraztsa 1943 goda，直译：「1943年式7.62毫米彈藥」）是一款苏联步槍彈藥。其為中间型威力枪弹，與北約標準7.62×51mm NATO全威力槍彈相比威力較低。

## 歷史
二戰期間，納粹德國成功開發並列裝史上首款突擊步槍StG44及中等威力彈藥7.92毫米短弹，其威力令蘇聯紅軍官兵大為震驚，並令蘇聯當局決心推動輕武器中等威力化的進程。1943年，蘇聯武器人民委员部開始以繳獲的7.92毫米短彈為藍本開發中等威力彈藥，同年決定採用，1944年起正式投產；戰後因SKS卡賓槍及RPD輕機槍的列裝而成為蘇軍制式彈藥，並因AK-47突擊步槍的成功流行而被大規模投產，遂成為世上使用最廣泛的彈藥之一。1970年代步槍小口徑化趨勢方興未艾，蘇聯軍方為此換裝5.45×39毫米口徑的AK-74突擊步槍，此彈亦因而被蘇聯軍方局部汰除，但其仍因AK-47的普及程度而得以繼續在世界各地流行至今。

## 性能
7.62x39毫米彈藥採用鍍銅鋼質被覆及大型低碳鋼弹芯，於被覆與弹芯之間採用少量鉛。其彈殼設計為微錐形，有助於使用廉价的钢来代替黄铜制造弹壳（微錐形彈殼設計可以减小抽壳阻力，对延展性不足的钢材尤为重要），可有效降低上彈及退殼的故障率。
其彈道表現與.30-30相似，於50公尺處會先顯著降低再提升，後座力較低，但彈頭飛行速度較.30-30快和彈道較平直。

## 種類

### M43
大型低碳钢芯，铜制（後來生產的基本都是覆銅鋼被甲以降低成本）被甲，被甲與钢芯之間有一層很薄的鉛套，方便嵌入膛線並且降低槍管磨損。

### M67
鉛芯，無鋼芯，彈頭長度較M43短。由南斯拉夫開發，目的是獲得比M43更好的致傷效果和更加的精度。

### BZ
穿甲燃烧弹（API），有一枚較大的尖頭硬化鋼芯，鋼芯前部填充燃燒劑並有一截額外被甲保護。彈尖涂黑加紅圈（東方陣營彈頭色標，黑色表示有穿甲用硬化鋼芯，紅圈表示有燃燒效應）。用以射擊輕防護目標（可擊穿數毫米鋼板），燃燒劑可以引燃易燃目標（比如車輛油箱），亦能指示彈道落點（燃燒劑點燃時會有閃光和一小團黃白色煙霧）。

### T
曳光弹，較M43彈頭略長，平底無尾錐，有一短小的尖頭鋼芯，節約下來的空間用以裝配曳光管。彈尖涂綠色，用以指示修正彈道。

## 優缺點

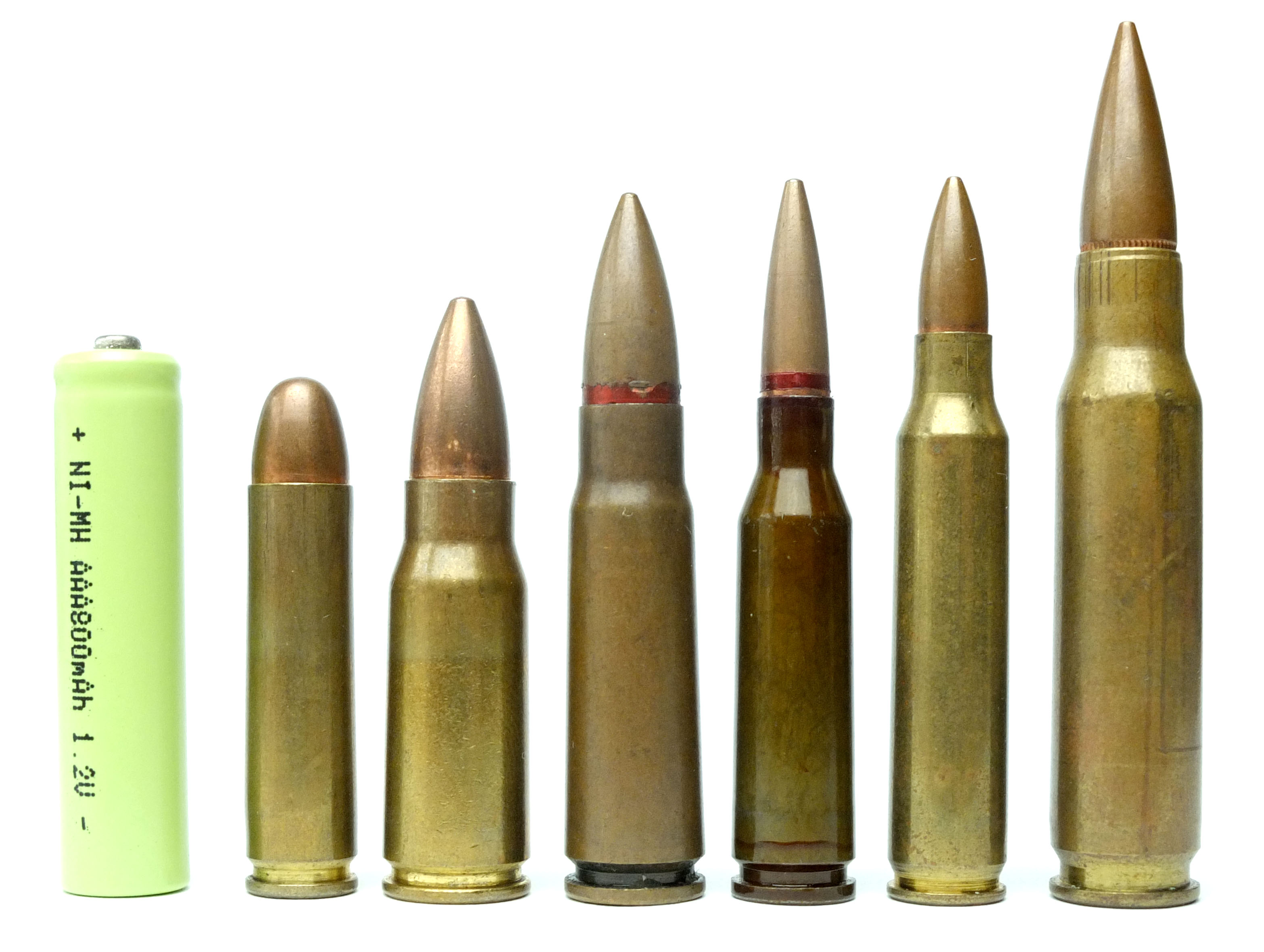
5種中間威力子彈/小口徑子彈和北約步槍彈的比較（由左至右）：
.30卡賓槍彈、kurz短彈、M43短彈、M74小口徑子彈、SS109小口徑子彈、7.62毫米北約標準子彈

### 優點
在小口徑步槍彈成為新制式步槍子彈主流的同時，仍然有很多國家使用本型槍彈（M43）為制式步槍子彈，其中原因是本彈的設計比較同期前後的其他類似槍彈有優勝之處：
1. 率先使用了大型低碳鋼弹芯，重量較輕且有尾錐（方便彈頭在降低到音速以下后仍能保持穩定），而致初速高出其他中間型威力槍彈（每秒六百米）甚多（可達每秒七百多米），故彈道較平直，精度和威力有保證。
2. 鋼芯替代部份鉛芯后，保障了在較低初速下，仍然獲得良好的貫穿作用（較純鉛芯）。在被甲、彈殼方面也基本採用覆銅鋼與塗漆鋼代替黃銅，而軟鋼比鉛、銅便宜，使得槍彈造價低。
3. 彈頭能量衰減慢，可保持貫穿力，最大射程和最大殺傷距離較小口徑步槍子彈遠，在飛行過程中對於障礙物（草叢、灌木、薄板等）不像小口徑槍彈那樣敏感，在障礙物較多的作戰環境下較為有利。即使AK-74服役多年，在俄羅斯和前蘇聯和華約成員國中，AKM和其仿制型仍然被前線部隊少量保持在服役狀態中。
4. 對比同期的7.62毫米北約口徑全威力槍彈（英语：Fully powered cartridge）更適合作為步槍彈藥，雖然7.62毫米北約子彈的威力及射程都比本彈大，但其後坐力在全自動射擊時也過大，故不少北約國家的軍隊索性取消其自動步槍的全自動模式，而本彈在連射時的後坐力仍屬可控，即使部分使用國的軍隊更新步槍，但繼續以本彈為標準步槍彈藥。
5. 曾被多國軍隊採用為制式彈藥，當中有不少國家仍未大量採用小口徑彈藥，並且有新型步槍繼續兼容該彈。由於生產國家和廠家多，產量和庫存量龐大，價格低廉。在美國，軍隊剩餘版每整箱有750發，在2016年的零售價大約$200美元一整箱。

### 缺點
因為為遷就戰時思維，盡可能使用和當時制式手槍和步槍子彈的相同口徑，7.62×39mm彈仍然屬於中口徑步槍子彈，由於諸多原因，漸被小口徑步槍彈代替：
1. 為了滿足較大口徑下減低子彈的威力，所以只可以用減小彈殼、彈頭的長度，故全彈的大小和重量，只比莫辛-納甘步槍的7.62×54mmR小了一半，比現代的AK-74突擊步槍的5.45×39mm彈重了逾一半。雖然有巨大的存貨量，但假如重新生產的價格其較貴；較大的重量和體積，對於需要大量帶備的射手來說，也是較大的負擔。
2. 彈頭質量較7.62×54毫米彈小，而配用武器（主要是AK）的膛線纏距卻仍為240mm，所以彈頭被過度穩定（轉速過高），不僅使彈頭帶有強烈的初始擾動（precession），在穿貫敵人身體時亦不易發生翻滾的現象，再加上採用厚實的鋼被甲，所以通常只會簡單地穿過身體（基本不翻滾也不解體），而制止力（指使目標快速喪失戰鬥能力的效果）較差。
3. 相比起小口徑彈藥，因口徑較大、彈頭質量較大，槍口動能不低，使得總體後座力也較大，加上配合使用的AK-47及類似步槍採用長行程活塞設計，導致連發時槍口上揚比較嚴重。
4. 生產廠商雖多但質素參差，採用加工精度不高的軟鋼芯且裝配精度較低，使得彈頭同軸度差，影響精度。
5. 因為初速較低，所以彈道曲率較大，雖然有效殺傷距離可觀，但實際上對二百公尺外的目標，如果不準確調整瞄具便不易命中。

### 其他名稱
- 7.62mm 苏联
- 7.62mm 华约
- 7.62mm ComBloc
- .30 俄罗斯短弹

## 用途
- 軍事使用
- 警用
- 狩獵：體型與白尾鹿相仿的中小型獵物

## 相關資訊
- 5.45×39mm
- 5.8×42mm
- 9×39mm
- 7.62×54mmR
- 7.62×51mm NATO
- 步槍子彈列表

## 外部參考
- 照片1（页面存档备份，存于）
- 照片2

1. ↑  於西方國家有時會簡稱7.62毫米苏联弹（7.62mm Soviet）或7.62毫米俄制弹（7.62mm Russian）；美國由於主要使用英制，有時會改稱.30英寸。